# Maurice Opinel
Pour les articles homonymes, voir Opinel.
Maurice Opinel, né le 5 octobre 1927 à Cognin et mort le 17 août 2016 à Chambéry, est un coutelier et industriel français. 
Petit-fils du fondateur Joseph Opinel, Maurice Opinel préside le conseil d’administration d'Opinel à partir de septembre 1974.

## Biographie
Petit-fils de Joseph Opinel, Maurice Opinel grandit à Cognin puis étudie au lycée Vaugelas, en cours avec Robert Badinter.
Maurice Opinel intègre en 1950 l'entreprise familiale Opinel. En 1964, à la suite de la disparition brutale de son oncle, Maurice Opinel prend la direction de toute la partie commerciale et s’attache notamment à la protection juridique internationale de la marque et au dépôt de brevets, piliers qui se sont révélés indispensables à la pérennité de l’entreprise. Son père, Marcel reste aux commandes de la partie industrielle.
Le 30 septembre 1974, il succède à son père Marcel à la présidence du Conseil d’Administration. En 1998, Maurice Opinel confie la direction générale de l'entreprise à son fils aîné Denis, entré dans l'entreprise en 1973. Il reste attaché à la gestion familiale de l'entreprise, car « ce sont les entreprises familiales qui font la richesse d'un pays ».
C’est sous sa direction qu’Opinel construit sa nouvelle usine de Chambéry (Savoie). Il a aussi été très actif pour protéger sa marque par des dépôts de brevets et pour lutter contre la contrefaçon,. Il est aussi l'un des principaux instigateurs de la mondialisation de la PME. 
Il est élu en 1999 à l'Académie des sciences, belles-lettres et arts de Savoie, avec pour titre académique titulaire,.

### Autres mandats
Maurice Opinel a occupé des fonctions à la chambre de commerce pendant de nombreuses années en tant que vice-président chargé de la formation continue ainsi que dans l’organisation patronale départementale. Il a été également membre du conseil économique et social régional.
Il préside, de 1977 à 2004, le syndicat du canal de l'Hyères, sur lequel est implanté l'usine.

## Décoration
Il a été décoré de la légion d’honneur en 1989.